# Take Me Where the Sun Is Shining
Take Me Where the Sun Is Shining ist ein Lied der südafrikanischen Musiker Arnold und Ewald Coleske aus dem Jahr 1997. Es ist die erfolgreichste Single der Geschwister.

## Hintergrund
Ewald Coleske schrieb den Text mit Andre Swiegers, während sein Bruder Arnold Coleske gemeinsam mit Harold Schenk das Lied komponierte. Es erschien als Single mit verschiedenen Remixen des Songs und auf ihrem Debütalbum Coleske. In dem Lied wünschen sich die musikalischen Geschwister Coleske, an einen Ort zu gelangen, an dem die Sonne strahlt und die Luft in den Himmel reicht. Sie möchten dorthin fliegen, um ihre Träume irgendwo zu verstecken.

## Charts und Chartplatzierungen
| ChartsChartplatzierungen | Höchstplatzierung | Wochen |
| ------------------------ | ----------------- | ------ |
| Deutschland (GfK)        | 75 (9 Wo.)        | 9      |
| Österreich (Ö3)          | 7 (12 Wo.)        | 12     |